# Brasilina
La brasilina è un colorante naturale del gruppo dei pirani estratta da legni rossi come il pernambuco, il legno rosso (verzino), il pau brasil provenienti dal Brasile, Giamaica, Perù, Colombia e della caesalpinia sappan diffusa in Thailandia, Cina, Filippine, Giappone.
Dalla brasilina si ricava per ossidazione la brasileina.

Ossidazione della brasilina a brasileina

Un tempo molto utilizzata nella tintura della lana e della seta, oggi è sostituita da coloranti sintetici.